# Turcii
La gens Turcia était une famille plébéienne de la Rome antique. Peu de membres de cette gens apparaissent dans l'histoire, mais un certain nombre sont connus grâce à des inscriptions qui indiquent que les Turcii ont pris de l'importance à l'époque d'Auguste. Après une période de relativement peu d'importance, ils accédèrent à plusieurs reprises aux plus hautes fonctions de l'État romain du IIIe au Ve siècle, exerçant plusieurs consulats.

## Praenomen
Les principaux praenomina des Turcii étaient Lucius, Gaius et Publius. L'un des premiers membres connus de cette gens portait le praenomen Numerius, plus distinctif, qui était relativement rare à Rome, bien que plus répandu dans les campagnes et dans les régions osque d'Italie.

## Branches et cognomen
La seule famille distincte des Turcii portait le cognomen Apronianus. Les Turcii Aproniani avaient déjà rang sénatorial au IIIe siècle  et occupèrent à plusieurs reprises de hautes fonctions,,.

## Membres

### Turcii Aproniani
- Lucius Turcius Apronianus, (v.200 - ?), consul suffect[1];
  - Lucius Turcius Faesasius Apronianus, (v.220/30 - ?), consul suffect [2],[5]
    - ? Turcia Marcella, femme de rang sénatorial et fille d'un consul, était l'épouse de Tussus, décurion à Casilinum en Campanie au troisième ou quatrième siècle. Elle était peut-être une fille de Lucius Turcius Faesasius Apronianus et une sœur de Lucius Turcius Secundus[6],[7],[8].
    - ? Lucius Turcius Secundus, (v.260 - ?), consul suffect;
      - Lucius Turcius Apronianus, (v.290 - ap.339), praefectus urbi de juillet à octobre en 339[3].
        - Lucius Turcius Apronianus Asterius, (v.310 - ap.364), praefectus urbi entre 362 et 364[9],[3].
        - Lucius Turcius Secundus Asterius, (v.310/5 - ap.339/50), correcteur Flaminiae et Piceni au msiècle, ajouta une colonnade au-dessus de l'arc d'Auguste à Fanum Fortunae en Ombrie et reconstruisit un pont à Tibur dans le Latium. Son épouse était Nonia Paterna Eunomia[3],[10],[11].
          - ? Turcius Secundus, (v.350 - ?), vir clarissimus[12],[13].
          - ? Turcius Apronianus, (v.360 - ?)[14],[13];
            - ? Turcius Asterius, (v.390 - ?)
              - Turcius Asterius, (v.430 - ?)
                - ? Turcius Rufius Apronianus Asterius, (v. 460 - ap. 494), praefectus urbi, consul en 494[15],[4],[16].
                  - (Turcius Rufius Apronianus Asterius), (v.485 - ?);
                    - Asterius, (v. 515 - ap.539), épouse une nièce du pape Vigile

                - (Turcius Rufius) Marcianus, (v.465 - ap.511), CRP en 507/11;

### Autres

#### Turcii d'Auximum
- Numerius Turcius C. f., un homme de rang prétorien, nommé dans une inscription d'Auximum (Picenum), datant de l'époque augustéenne, avec son épouse, l'affranchie Cocceia Italia, et son fils, Gaius Turcius Rufus[17].
- Gaius Turcius Rufus, le fils de Numerius Turcius et de l'affranchie Cocceia Italia, nommé dans une inscription de l'époque augustéenne d'Auximum[17].

#### Turcii dePuteoli
- Gaius Turcius Crescens, a dédié un tombeau du premier siècle à Puteoli en Campanie pour son patron, Gaius Sempronius Gallus[18].

#### Turcii de Rome
- Lucius Turcius L.l. Rufus, un affranchi nommé dans une inscription de Rome, datant de 136 apr. J.-C. [19]
- Turcia Procla, enterrée à Rome dans un tombeau construit par son mari, Aulus Atinius Mercurius, datant du règne de Trajan[20].
- Turcia Sabina, enterrée à Rome, avec son mari Venuleius Charitonianus, dans un tombeau datant de la fin du troisième siècle, ou du premier quart du quatrième[21].
- Turcius Istafanius a construit un tombeau du IVe siècle à Rome pour son épouse, Aurelia Irena[22].
- Lucius Turcius Eutyches a dédié à Rome un tombeau du quatrième ou cinquième siècle pour lui et sa femme, Ostilia Vera[b 1].

#### Turcii d'Interamna Lirenas
- Publius (Turcius);
  - Publius Turcius Severus, l'un des duumvirs et ciratores de la ville d' Interamna Lirenas dans le Latium, commémoré dans une inscription du IIe siècle comme patron de la colonie de Casinum, également dans le Latium[23].

### Turcii non daté
- Turcia, nommée dans une inscription de Volsinii en Étrurie[24].
- Lucia Turcia, enterrée à Volsinii, dans un tombeau dédié par un ou plusieurs de ses enfants[25].
- Gaius Turcius a dédié un tombeau à Rome à Munatia, peut-être à sa femme, et à leur famille[26].
- Turcia Attica, enterrée à Grumentum en Lucanie, dans un tombeau dédié par son mari, Lucius Turcius Daphnus, prêtre de Mercure[27].
- Lucius Turcius Daphnus, prêtre de Mercure, a consacré un tombeau à Grumentum pour sa femme, Turcia Attica[27].
- Gaius Turcius C.f. Nebrus, avait été édile, questeur, duumvir et préteur. Il a été enterré à Grumentum avec un monument de sa mère, l'affranchie Allidia Nebris[b 2].
- Lucius Turcius P.f. Rufus, le constructeur des thermes romains de Murcie en Hispanie Citerior[b 3].
- Lucius Turcius Secundus[28].